# Одна тысяча карбованцев
Тысяча карбованцев  (укр. Тисяча карбованців) — номинал денежных купюр, выпускавшихся:
- Украинской Державой в 1918 году;
- Украинской Директорией в 1919—1920 годах;
- Национальным банком Украины в 1992—1996 годах.

## Банкнота 1918—1920 годов

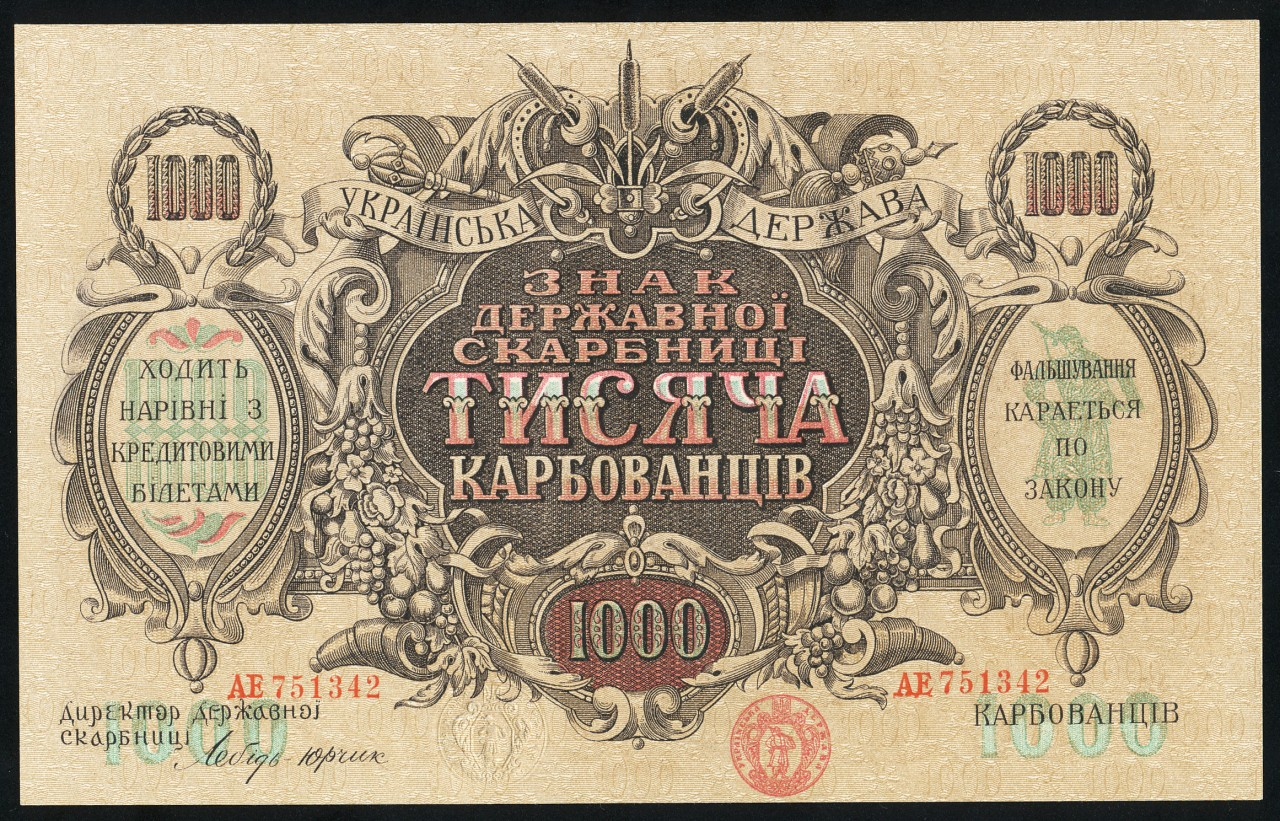
1000 карбованцев образца 1918 года

Знак Государственного казначейства в 1000 карбованцев был выпущен в обращение 13 ноября 1918 года. Купюры печатались в Киеве. После занятия 14 декабря 1918 года Киева войсками Директории Украинской Народной Республики выпуск купюры продолжался. Изменения в рисунок и надписи на купюре не вносились, хотя на купюре было указано прежнее название государства — Украинская держава.
После эвакуации Директории из Киева печать этой купюры была продолжена в городе Каменец-Подольский, а в 1920 году — в Варшаве.
Имеются разновидности банкноты по водяным знакам.

## Банкнота 1992—1996 годов
Первые банкноты номиналом 1000 карбованцев были изготовлены британской фирмой «Томас де ла Рю» в 1992 году.
Банкноты печатались на белой бумаге. Размер банкнот составлял: длина 105 мм, ширина — 53 мм. Водяной знак — «паркет».
На аверсной стороне банкноты в центральной части слева размещено изображение Памятного знака в честь основания Киева. С правой стороны на банкноте содержатся надписи Украина, Купон, 1000 карбованцев, Национальный банк Украины и год выпуска — 1992.
На реверсной стороне банкноты размещено гравюрное изображение Софийского собора в Киеве и в каждом из углов обозначен номинал купюры. Преобладающий цвет на обеих сторонах — пурпурный.
Банкнота введена в обращение 22 июня 1992, изъята — 16 сентября 1996 года.